# Thibang Phete
Thibang Phete   (Kimberley, 4 d'abril de 1994) és un jugador de futbol professional sud-africà que juga com a defensa al club portuguès Belenenses SAD i a la selecció sud-africana.

## Carrera de club

### Primers anys
Nascut a Kimberley, Sud-àfrica, Phete va començar la seva carrera a la primera divisió Nacional amb el club Milano United de Ciutat del Cap, després d'haver-se graduat a l'Acadèmia Stars of Africa. El 2014 es va incorporar al Tourizense de Segona Divisão Portuguesa amb qui va passar una temporada.

### Vitória Guimarães
El 13 d'agost de 2015, el Vitória Guimarães de la Primeira Liga va anunciar el fitxatge de Phete procedent del Tourizense. Va debutar amb el club el 28 de novembre en una victòria per 2-1 contra el Boavista durant la qual va ser amonestat al minut 29 abans de ser substituït al descans per Otávio. Va jugar 12 partits al llarg de la temporada, en què el Vitória va acabar en novè lloc a la taula de la Primeira Liga. Al final de la temporada, Phete es va unir al club amb seus compatriotes Bongani Zungu i Haashim Domingo, que havien fitxat per a la temporada següent. No va arribar a jugar amb el primer equip en les dues temporades següents, i finalment fou traslladat a la plantilla del filial del club, el Vitória Guimarães B.

### Famalicão
El juny de 2019, Phete va deixar el Guimarães per fitxar pel FC Famalicão, un altre equip de la Primeira Liga, amb un contracte de tres anys.

## Internacional
Va fer el seu debut internacional amb Sud-àfrica el 8 d'octubre de 2020 en un empat 1-1 amb Namíbia.